# Lewis Run
Lewis Run é um distrito localizado no estado norte-americano de Pensilvânia, no Condado de McKean.

## Demografia
Segundo o censo norte-americano de 2000, a sua população era de 577 habitantes.
Em 2006, foi estimada uma população de 570, um decréscimo de 7 (-1.2%).

## Geografia
De acordo com o United States Census Bureau tem uma área de
5,0 km², dos quais 5,0 km² cobertos por terra e 0,0 km² cobertos por água. Lewis Run localiza-se a aproximadamente 631 m acima do nível do mar.

## Localidades na vizinhança
O diagrama seguinte representa as localidades num raio de 28 km ao redor de Lewis Run.